# Daniel Mesotitsch
Daniel Mesotitsch (* 22. března 1976, Villach) je bývalý rakouský biatlonista. Na zimních olympijských hrách 2010 získal spolu se Simonem Ederem, Dominikem Landertingerem a Christophem Sumannem stříbrnou medaili ve štafetovém závodě. Daniel Mesotitsch je povoláním celník.

## Největší úspěchy

### Olympijské hry
- ZOH 2010 ve Vancouveru: 2. místo ve štafetě

### Mistrovství světa
- MS v biatlonu 2005 v Hochfilzenu: 3. místo ve štafetě
- MS v biatlonu 2009 v Pchjongčchangu: 2. místo ve štafetě
- MS v biatlonu 2017 v Hochfilzenu: 3. místo ve štafetě

#### Celkové hodnocení Světového poháru
- Světový pohár v biatlonu 2000/2001 – 70. místo
- Světový pohár v biatlonu 2001/2002 – 22. místo
- Světový pohár v biatlonu 2002/2003 – 29. místo
- Světový pohár v biatlonu 2003/2004 – 33. místo
- Světový pohár v biatlonu 2004/2005 – 28. místo
- Světový pohár v biatlonu 2005/2006 – 44. místo
- Světový pohár v biatlonu 2006/2007 – 33. místo
- Světový pohár v biatlonu 2007/2008 – 26. místo
- Světový pohár v biatlonu 2008/2009 – 14. místo
- Světový pohár v biatlonu 2009/2010 – 12. místo
- Světový pohár v biatlonu 2010/2011 – 27. místo
- Světový pohár v biatlonu 2011/2012 – 22. místo
- Světový pohár v biatlonu 2012/2013 – 32. místo
- Světový pohár v biatlonu 2014/2015 – 37. místo
- Světový pohár v biatlonu 2015/2016 – 73. místo
- Světový pohár v biatlonu 2016/2017 – 34. místo
- Světový pohár v biatlonu 2017/2018 – 88. místo

## Vítězství v závodech SP

### Individuální
| Datum:            | Místo:                | Disciplína:        |
| ----------------- | --------------------- | ------------------ |
| 24. ledna 2002    | Rasen-Antholz, Itálie | Vytrvalostní závod |
| 24. ledna 2010    | Rasen-Antholz, Itálie | Stíhací závod      |
| 16. prosince 2010 | Pokljuka, Slovinsko   | Vytrvalostní závod |

### Kolektivní
| Datum:            | Místo:               | Disciplína: |
| ----------------- | -------------------- | ----------- |
| 15. prosince 2001 | Pokljuka, Slovinsko  | Štafeta     |
| 21. prosince 2008 | Hochfilzen, Rakousko | Štafeta     |
| 9. ledna 2009     | Oberhof, Německo     | Štafeta     |
| 13. prosince 2009 | Hochfilzen, Rakousko | Štafeta     |
| 9. ledna 2014     | Ruhpolding, Německo  | Štafeta     |